# Effloresce
Effloresce — дебютный студийный альбом британской арт-рок-группы Oceansize, вышедший 29 сентября 2003 года на лейбле Beggars Banquet Records.

## Песни
Фортепьянная партия из трека «Unravel» является отрезком цикла «Ночной Гаспар» французского композитора Мориса Равеля.
Название трека «Women Who Love Men Who Love Drugs» предложено бас-гитаристом группы Джоном Эллисом, увидевшим данную фразу в качестве заголовка в журнале Cosmopolitan.

## Список композиций
Все песни написаны участниками группы.
1. «I Am the Morning» — 4:18
2. «Catalyst» — 6:40
3. «One Day All This Could Be Yours» — 4:20
4. «Massive Bereavement» — 9:59
5. «Rinsed» — 3:58
6. «You Wish» — 6:00
7. «Remember Where You Are» — 5:22
8. «Amputee» — 5:33
9. «Unravel» — 2:50
10. «Women Who Love Men Who Love Drugs» — 8:30
11. «Saturday Morning Breakfast Show» — 9:04
12. «Long Forgotten» — 8:57

## Участники записи
- Майк Веннарт — гитара, вокал
- Стив Дароуз — гитара, бэк-вокал
- Стенли «Гэмблер» Посселтвэйт — гитара
- Джон Эллис — бас-гитара, клавишные
- Крис Шелдон — продюсирование, миксинг
- Эдриан Ньютон — инженер-ассистент
- Луис Рид — инженер-ассистент
- Дарио Денди — инженер-ассистент
- Джек Кларк — инженер-ассистент
- Мартин и Кимберли МакКаррик — виолончель, скрипка, альт на треках «Massive Bereavement» и «Long Forgotten»
- Клэр Леммон — бэк-вокал на треках «Massive Bereavement» и «Saturday Morning Breakfast Show»